# Татьяновка (усадьба)
Усадьба Потемкиных (укр. Садиба Потьомкіних) — ныне не существующий усадебный комплекс в Донецкой области. Находился на территории села Татьяновка Краматорского района.
В 1788 году Екатерина II закрыла Святогорскую обитель, её имущество и угодья перешли в казну. Спустя некоторое время эти места стали собственностью Григория Потёмкина и его наследников. На одной из меловых гор на правом берегу Северского Донца граф А. М. Потёмкин в середине XIX века построил барский дом, на берегу озера в пойме реки — купальни для гостей. Имение получило название по имени своей хозяйки Татьяны Борисовны.
После Октябрьской революции усадьба была разграблена и разобрана на стройматериалы. В 2005 году власти Донецкой области задумались о воссоздании усадебного ансамбля. В 2007 году состоялась выставка-презентация проекта «Усадьба Потемкиных XIX века в Святых Горах», однако по состоянию на 2018 год реализация проекта не начиналась.